# Gaspard Delpy
Gaspard Delpy (8 de noviembre de 1888, Tarascon sur Ariège - 11 de diciembre de 1952, París),  fue un hispanista francés.
Profesor de lengua española, dirigió hasta su muerte repentina a la Casa de Velázquez de la Sorbona en París. Es autor de varios libros destinados a la enseñanza de la lengua y la literatura española a franceses, algunos de ellos escritos en colaboración con Aurelio Viñas, agregado cultural de la Embajada de España en París. Entre sus trabajos de erudición literaria descuellan dos libros importantes, Bibliographie des sources françaises de Feijoo (París: Hachette, 1936) y L'Espagne et l'esprit européen: l'oeuvre de Feijoo (París: Hachette, 1938), que fue su tesis de doctorado. Sostiene que Benito Jerónimo Feijoo no fue un simple polígrafo estudioso y diletante, sino que su obra entera revela unidad orgánica de pensamiento formada en largos años de estudio y meditación.